# Biancoshock
Biancoshock (Milano, 1982) è un artista italiano operante nell'ambito dell'arte pubblica contemporanea.
Biancoshock è un artista multidisciplinare riconosciuto a livello internazionale la cui produzione è incentrata su installazioni urbane e azioni performative realizzate in strada. I temi chiave trattati dall’artista sono principalmente questioni relative all’ambiente, alla miseria, allo stress dell’età moderna. La modalità espressiva appartiene all’arte performativa e situazionista.

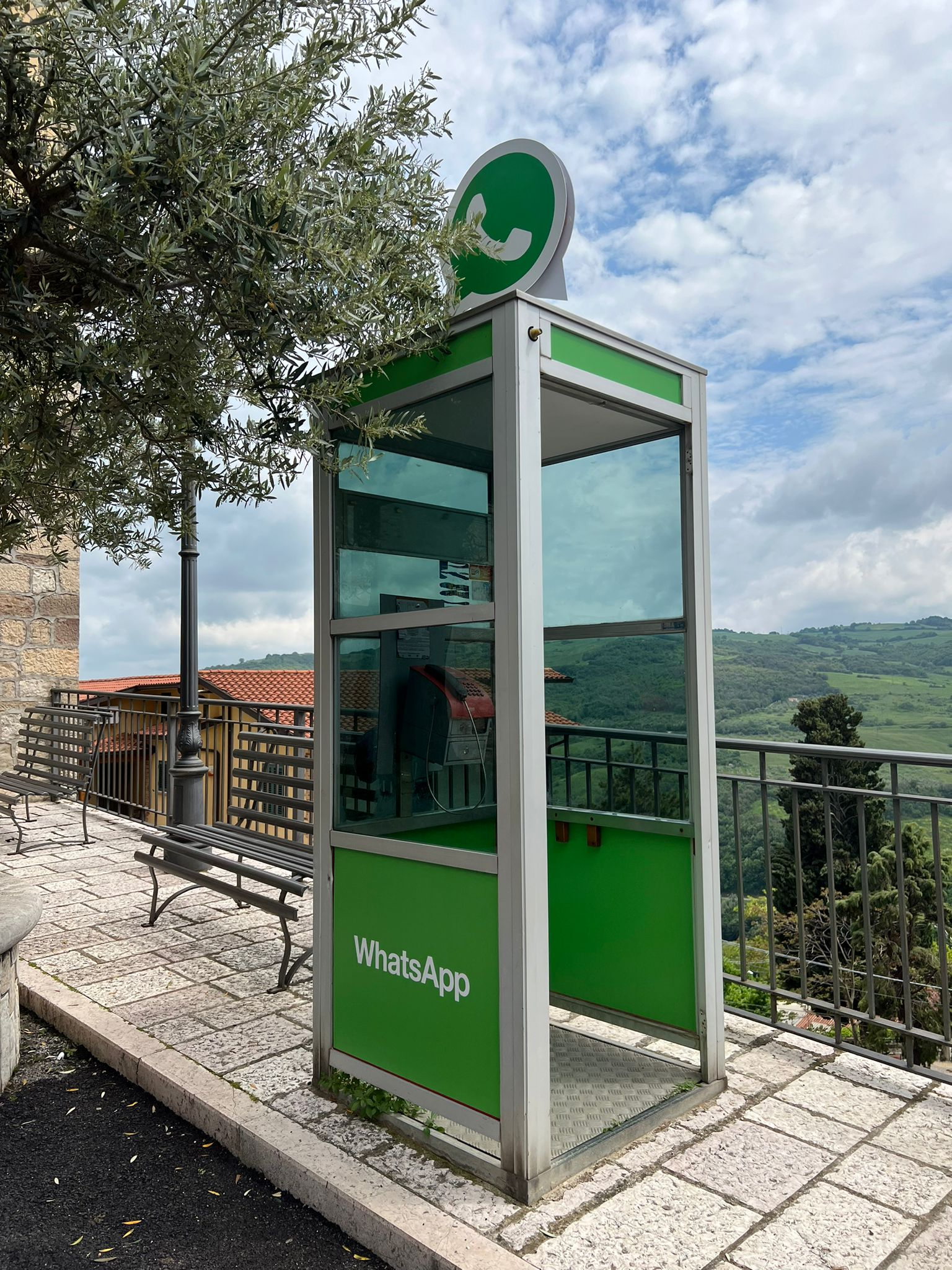
Biancoshock - Web 0.0 - Whatsapp - Opera permanente

## Biografia
Le sue opere sono state pubblicate su riviste come Artribune, Artuu, Graffiti Art Magazine, e gruppi editoriali come la CNN, El País, Corriere della Sera, TGcom24. Ha partecipato a festival internazionali di arte urbana e, nel 2014, ha presentato il suo progetto Ephemeralism al TEDx di Oporto.
Nella prima decade, l'artista realizza installazioni indipendenti e non autorizzate, operando in 24 Paesi del mondo.
Nel 2014 partecipa al Nuart Festival di Stavanger, dove realizza l'installazione "Social Reich", che diventa uno dei suoi lavori più iconici.
Nel 2014 la sua iconica installazione "In-globalized" è stata inserita nel videoclip di Amo Milano di Dargen d'Amico.
Nel 2016 realizza il progetto "Web 0.0" in occasione della prima edizione del CVTA Street Fest curato da Alice Pasquini. Il progetto artistico ha ottenuto rapidamente una notevole attenzione nazionale ed internazionale, venendo pubblicato in numerosi paesi. Nel 2024, è stato firmato un contratto di cessione tra il gestore TIM e il Comune di Civitacampomarano per la donazione della cabina telefonica che l'artista aveva utilizzato per il progetto "Web 0.0".
Nel 2020 presenta a Nanchino il progetto "Socod-19" alla mostra 六/6: FINDING MEANING - presso la School of Arts di Nanchino. Il progetto è stato realizzato in collaborazione con l'artista Rolenzo, con cui ha creato un sito internet che, durante il periodo del Covid-19, ha raccolto attraverso una performance collettiva e digitale, le emozioni di migliaia di persone e le loro riflessioni in merito al periodo della pandemia. Il progetto è in collezione permanente presso l'Università d'arte di Nanchino.
Nel 2021 realizza insieme all'artista Rub Kandy il progetto "The Spot", un'installazione permanente collocata presso il Nuovo Palazzo dello Sport, commissionata dal Comune di Corinaldo. Il progetto è nato dalla volontà delle Istituzioni locali per commemorare la tragedia della discoteca Lanterna Azzurra, avvenuta a Corinaldo nel 2018 durante il concerto di Sfera Ebbasta.
Le sue opere sono state in mostra alla Saatchi Gallery di Londra, il Centre del Carme Cultura Contemporània di Valencia, il Gran Palais Immersif di Parigi, il museo MACRO a Roma.
Tra le numerose collaborazioni artistiche, ha lavorato con uno dei pionieri della street art, John Fekner, realizzando l'installazione "Family Portrait". Ha inoltre collaborato con artisti come Brad Downey, Harmen de Hoop, Alice Pasquini.
Il percorso dell’artista supera i 1.000 interventi, realizzati in più di 27 Paesi nel mondo.

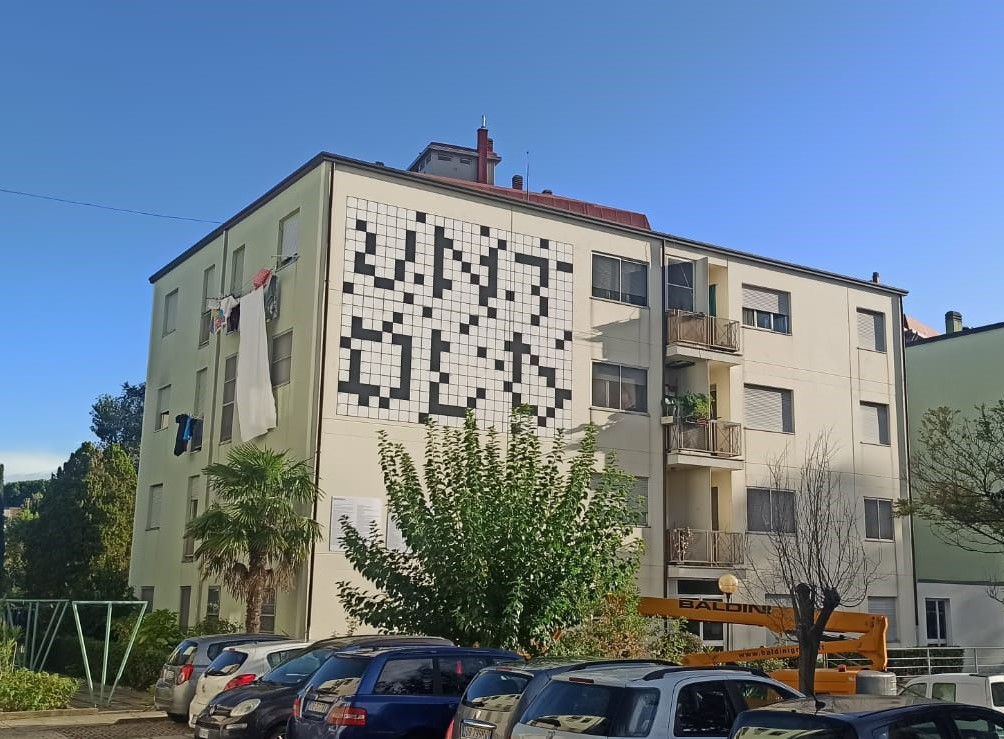
Biancoshock - UNTOLD - Opera pubblica - Ravenna, 2020

## Principali mostre
- 2007 - Sinonimi & contrari - Mostra personale. Cascina Roma, San Donato Milanese (IT).
- 2010 - AXA - Mostra collettiva. Palazzo Dugnani, Milano (IT).
- 2012 - Not your friend - Mostra personale. Farm Cultural Park, Favara (IT).
- 2013 - Public Arena - Mostra collettiva. Barriera, Torino (IT).
- 2014 - Nuart - Festival. Stavanger (NO)[25].
- 2014 - Bloop - Festival. Ibiza (ES).
- 2014 - Ephemeralism - Mostra personale. 77 Art Gallery, Milano (IT).
- 2014 - Tracks - Mostra collettiva. MACRO Museum, Roma (IT).
- 2015 - Cityleaks - Festival. Colonia (DE).
- 2016 - Magic City - Mostra collettiva. Dresda (DE)[26].
- 2016 - CVTà - Festival. Civitacampomaran (IT)[27].
- 2017 - All Big Letters - Mostra collettiva. Haverford (US)[28].
- 2017 - Giant of Pantelimon - Festival. Bucharest (RO).
- 2017 - In depht - Mostra collettiva. Unit 5 Gallery, Londra (UK)[29].
- 2017 - Mosh Pit - Mostra collettiva. Galo Art Gallery, Torino (IT).
- 2018-2017 - Alles Muss Raus - Mostra personale. Stiege, Ulm (DE)[30].
- 2019 - Art of vandalism - Mostra collettiva. Rifugio Arrigoni, Brescia (IT).
- 2019 - Cash is king 2 - Mostra collettiva. Saatchi Gallery, Londra (UK).
- 2019-20 - Disturbe - Mostra personale. Wunderkammern Gallery, Milano (IT)[31].
- 2020 - There is no wind on the moon - Mostra collettiva. Contemporary Cluster, Roma (IT)[32].
- 2020 - 六/6: FINDING MEANING - Mostra collettiva. Nanchino (CHN)[33].
- 2021 - Kunstlabor 2 - Mostra collettiva permanente. Monaco (DE)[34].
- 2021 - I never promised you a rosen garden - Mostra collettiva. Stiege, Ulm (DE).
- 2022 - Emergency on Planet Earth - Mostra collettiva. Centre del Carme Cultura Contemporanea, Valencia (ES)[35].
- 2022 - Garden of unity - Mostra collettiva. Seoul (KOR).
- 2023 - Panem et Circenses - Mostra personale. Spazio Vulcano, Brescia (IT).
- 2023 - Loading. L'art urbain à l'ére numérique - Mostra collettiva. Gran Palais Immersif, Parigi (FR)[36].
- 2024-25 - Immobili-aree.it - Mostra personale. Edicola Radetzky, Milano (IT)[37].
- 2024-25 - Street Art Revolution - Mostra collettiva. Palazzo Tarasconi, Parma (IT)[38].
- 2025 - Picture (a) city - Mostra collettiva. Museum of Modern Art Plus, Ljubljana (SLO)[39].